# Sonnenstein von Harpstedt

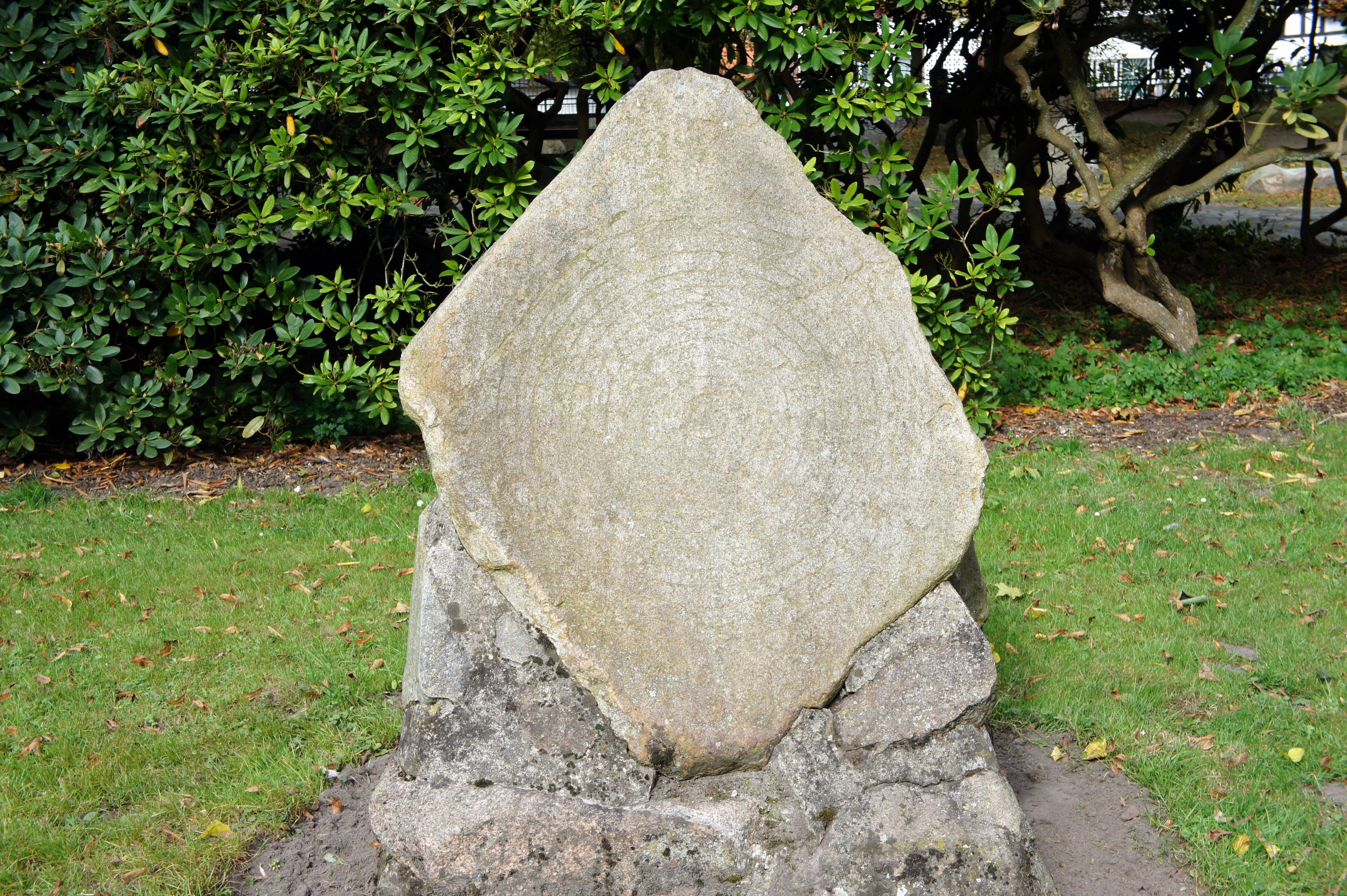
Sonnenstein vor dem Amtshof Harpstedt

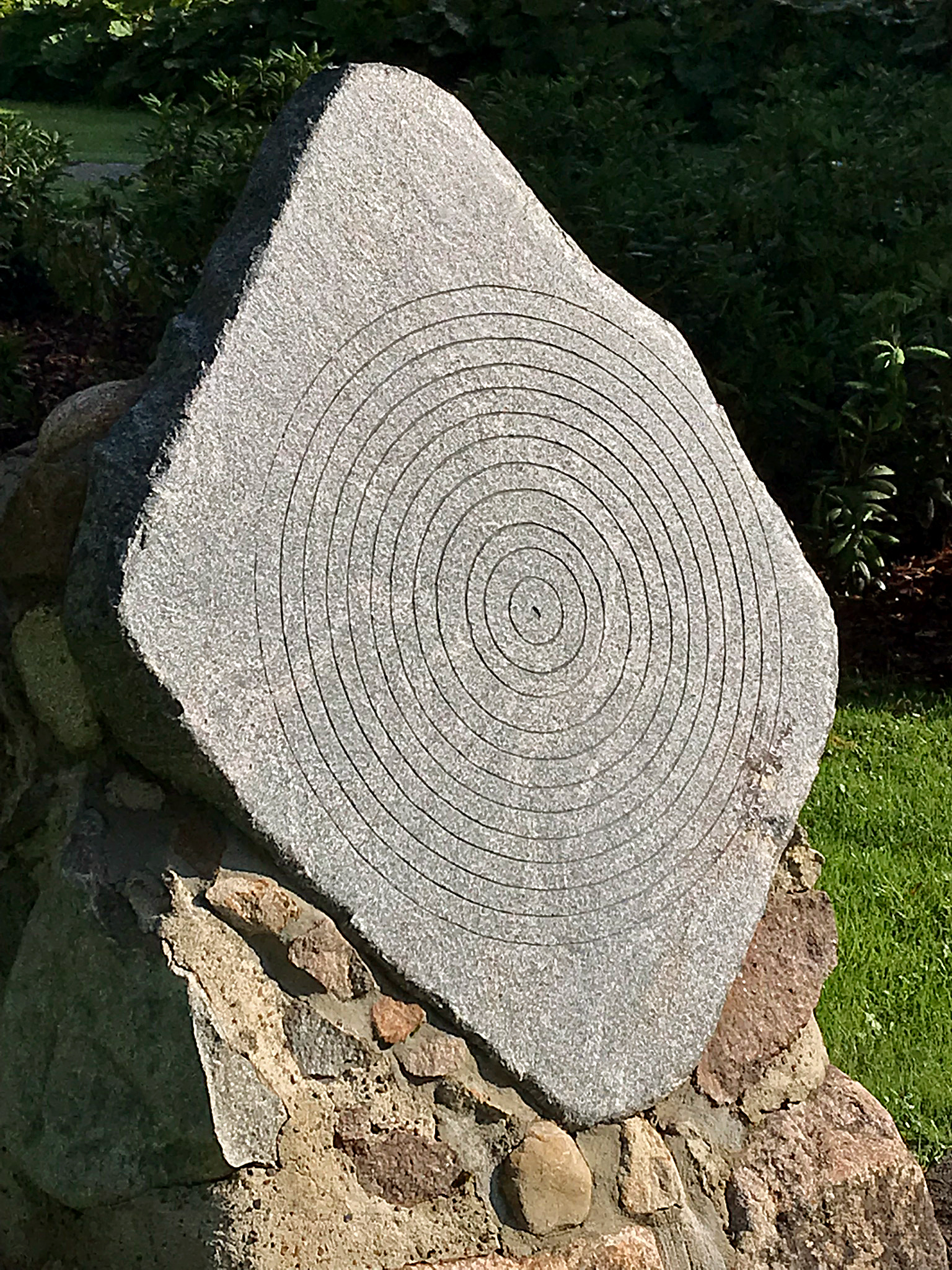
Nachbildung des Sonnensteins am selben Ort

Wappen der Samtgemeinde Harpstedt mit der stilisierten Darstellung des Sonnensteins

Der Sonnenstein von Harpstedt ist eine rautenförmige etwa 0,8 mal 0,8 m messende Platte aus rotem Granit. Auf der ebenen Vorderseite des Sonnensteins sind zwölf konzentrische Kreise mit einem größten Durchmesser von 67 cm um ein mittleres Grübchen eingearbeitet. Bis 2023 war der Stein vor dem Amtshof in Harpstedt, einer Gemeinde im Landkreis Oldenburg in Niedersachsen aufgestellt. Um ihn vor Witterungseinflüssen zu schützen, wurde er dort durch eine Nachbildung ersetzt. Das Original wird in einem geeigneten Gebäude in Harpstedt gezeigt.
Der Stein wurde in den 1920er Jahren am Harpstedter Galgenberg gefunden. Er wurde zunächst am Schützenhaus aufgestellt und stieß erst 1955 durch die Aufstellung eines ähnlichen Steins in der Nachbargemeinde Beckstedt auf das Interesse der Forschung. Wegen der regelmäßigen Kreise und der größtenteils unbekannten Fundumstände ist die Einordnung des Sonnensteins von Harpstedt als vor- oder frühgeschichtliches Objekt umstritten. Bei der Auffindung wurde angenommen, es handle sich um eine mittelalterliche Schützenscheibe.
Darstellungen ähnlicher Art gibt es auf bronzezeitlichen Fundstücken und Felsritzungen im südlichen Skandinavien. Auf den Britischen Inseln stößt man bei Felsritzungen (Cup-and-Ring-Markierungen) und in Megalithanlagen auf dieses Motiv.